# ويليام كولين (لاعب كريكت)
ويليام كولين (31 مايو 1887 في نيوزيلندا - 7 مايو 1945) (بالإنجليزية: William Cullen)‏ هو لاعب كريكت نيوزلندي.

## وصلات خارجية
- ويليام كولين على موقع إي آس بي آن كريك إنفو (الإنجليزية)